# Mike Wilkinson
Michael Joseph Wilkinson, detto Mike (Blue Mounds, 1º ottobre 1981), è un ex cestista statunitense naturalizzato macedone.

## Palmarès
- Coppa di Russia: 1

Chimki: 2007-2008
- Lega Balcanica: 1

Levski Sofia: 2013-2014
- Campionato bulgaro: 1

Levski Sofia: 2014
- Coppa di Bulgaria: 1

Levski Sofia: 2014